# 安德鲁·贝尔
安德鲁·贝尔（英語：Andrew Bell，1753年3月27日—1832年1月27日），苏格兰教育家、圣公会牧师，创造了贝尔-兰开斯特制，他还在圣安德鲁斯建立了中学马德拉斯学院并资助了其他学校。